# Tagelmust

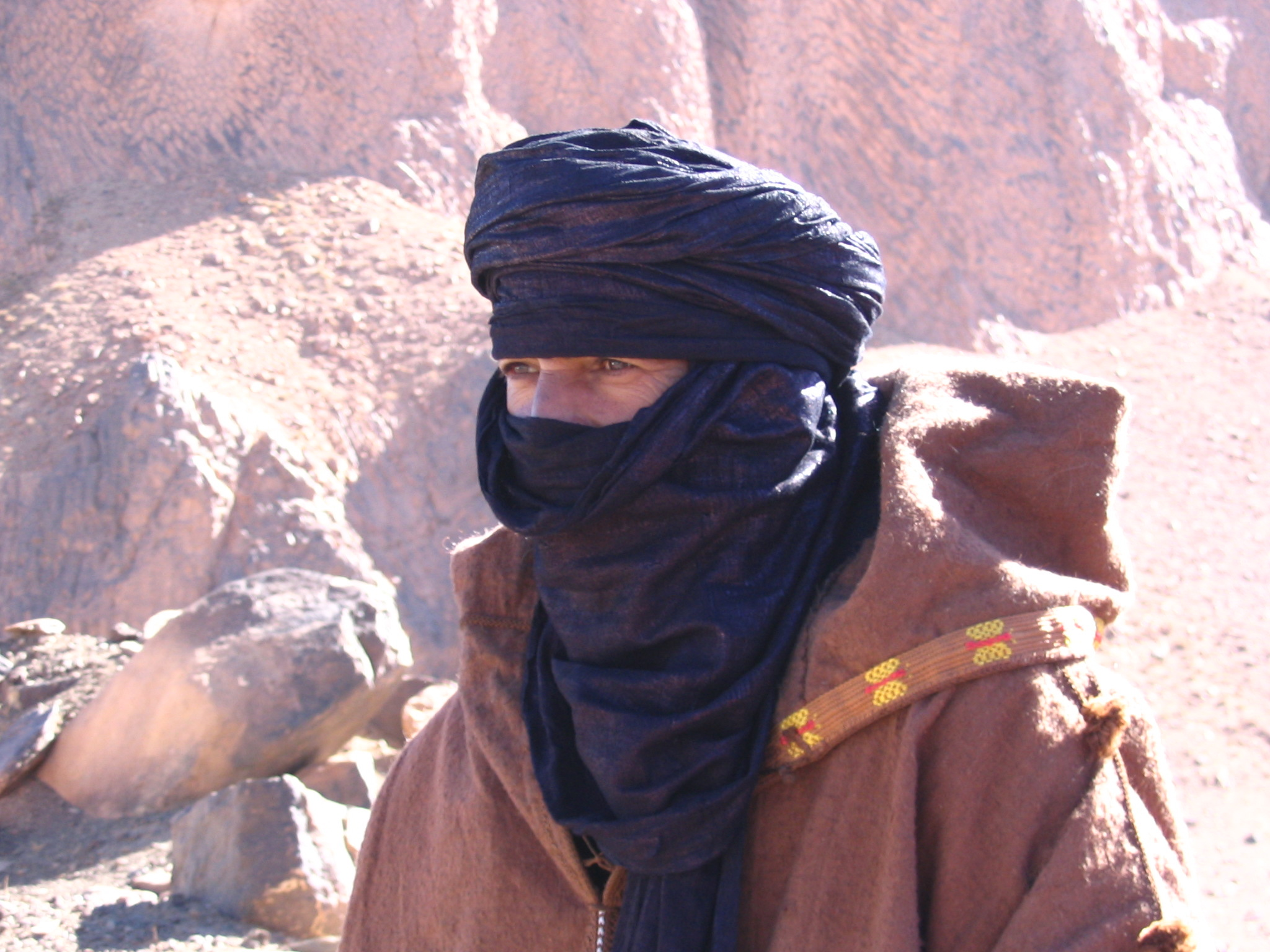
Een Toeareg met een tagelmust

Een tagelmust (ook cheche) bestaat uit een lap katoen die als hoofddeksel in delen van Afrika om het hoofd gewikkeld wordt. Het is een combinatie tussen een tulband en een gezichtssluier. De tagelmust wordt gedragen door stammen in de Sahara, voornamelijk door mannen van de Toeareg-stam.
Traditioneel is de tagelmust indigo van kleur, maar tegenwoordig worden ook andere kleuren gedragen.
De tagelmust is een praktisch kledingstuk in de Sahara, daar het zowel het hoofd bedekt als beschermt tegen het inademen van zand.
Veel dragers geloven dat het dragen van een indigo-kleurige tagelmust niet alleen mooi, maar ook gezond is.
Door het tekort aan water in de Sahara, wordt de tagelmust niet op de traditionele manier geverfd, maar wordt deze met gedroogde indigo ingewreven.
Hierdoor geeft de tagelmust vaak permanent een indigo-kleur af aan de huid van de drager, wat vaak als iets goeds wordt beschouwd.
Hierom worden de Toeareg soms de "blauwe mannen" genoemd.
Onder de Toeareg worden de mannen die een tagelmust dragen Kel Tagelmust genoemd, wat mensen van de sluier betekent. 
De tagelmust wordt alleen gedragen door volwassen mannen en wordt alleen afgedaan in het bijzijn van naaste verwanten. Veel Toeareg willen uit schaamte hun neus en mond niet aan vreemden of mensen met een hogere sociale status tonen. Zij bedekken die soms met hun handen op het moment dat ze geen tagelmust dragen.
De manier waarop de tagelmust om het hoofd is gedrapeerd, kan aantonen tot welke groep de drager behoort en de donkerte van de tagelmust toont over het algemeen de rijkdom van de drager.